# Stixenhof (Haundorf)
Stixenhof ist ein Gemeindeteil der Gemeinde Haundorf im Landkreis Weißenburg-Gunzenhausen (Mittelfranken, Bayern). Stixenhof liegt in der Gemarkung Haundorf.

## Lage
Die Einöde liegt im Fränkischen Seenland, etwa 400 m südlich von Seitersdorf und 7 km nordöstlich der Stadt Gunzenhausen. Gemeindeverbindungsstraßen führen in die umliegenden Ortschaften und zur 500 m entfernten Bundesstraße 466.

## Geschichte
Stixenhof gehörte schon vor der Gebietsreform zu Haundorf. 1840 verzeichnete man dort 2 Häuser mit 2 Familien und zusammen elf Menschen. Zu jener Zeit gehörte es zu Seitersdorf und war evangelisch nach Gräfensteinberg gepfarrt.